# Viljem IV. Holandski
Viljem IV. (1307 – 26. september 1345) je bil grof Holandski od leta 1337 do svoje smrti. Bil je tudi grof Hainautski (kot Viljem II.) in grof Zeelandije. Nasledil je svojega očeta, grofa Viljema III. Holandskega. Med bojevanjem v Prusiji so se Frizijci uprli. Viljem se je vrnil domov in bil ubit v bitki pri Warnsu.

## Življenje
Viljem se je rodil leta 1307 kot sin Viljema III. Holandskega in Ivane Valoiške. Leta 1334 se je poročil z Ivano, vojvodinjo Brabantsko, hčerko in dedinjo Janeza III., vojvode Brabantskega, vendar ni imel potomcev. V Franciji se je boril kot zaveznik Angležev (bil je svak angleškega kralja Edvarda III.) Oblegal je Utrecht, ker se je njegov nekdanji najljubši škof Janez Arkelski iz Utrechta obrnil proti njemu. Leta 1339 je Viljem sodeloval pri obleganju Cambraija (1339).
Viljem se je boril proti Saracenom in odšel na križarsko vojno s Tevtonskim redom v Prusijo. Ubit je bil blizu Stavorena med eno od bitk pri Warnsu proti Frizijcem leta 1345.
Viljema je nasledila njegova sestra Margareta Hainautska, ki je bila poročena z Ludvikom IV., cesarjem Svetega rimskega cesarstva. Hainaut, Holandija in Zeelandija so postale del domen cesarske krone.